# Куїттенго
Куїттенго, Куїттенґо (італ. Quittengo, п'єм. Chitengh) — колишній муніципалітет в Італії, у регіоні П'ємонт,  провінція Б'єлла. 1 січня 2016 року Куїттенго приєднано до муніципалітету Кампілья-Черво.
Куїттенго розташоване на відстані близько 550 км на північний захід від Рима, 70 км на північний схід від Турина, 4 км на північ від Б'єлли.
Населення — 210 осіб (2014).
Щорічний фестиваль відбувається 16 серпня. Покровитель — святий Рох.

## Демографія
Населення за роками:

Станом на 31 грудня 2014 року в муніципалітеті офіційно проживало 15 іноземців з 5 країн, серед них 10 громадян країн Євросоюзу.

## Сусідні муніципалітети
- Кампілья-Черво
- Моссо
- Сальяно-Мікка
- Сан-Паоло-Черво
- Вельйо